# Natromarkeyita
La natromarkeyita és un mineral de la classe dels carbonats que pertany al grup de la markeyita.

## Característiques
La natromarkeyita és un carbonat de fórmula química Na₂Ca₈(UO₂)₄(CO₃)13·27H₂O. Va ser aprovada com a espècie vàlida per l'Associació Mineralògica Internacional l'any 2019, sent publicada per primera vegada el 2020. Cristal·litza en el sistema ortoròmbic. La seva duresa a l'escala de Mohs es troba entre 1,5 i 2. És un mineral relacionat químicament i estructuralment amb la markeyita.

## Formació i jaciments
Va ser descoberta a la mina Markey, al Red Canyon del comtat de San Juan (Utah, Estats Units), on s'han trobat cristalls de fins a 0,2 mm. Aquesta mina estatunidenca és l'únic indret de tot el planeta on ha estat descrita aquesta espècie mineral.